# Sacrum diaconatus ordinem
Sacrum diaconatus ordinem  est une lettre apostolique écrite motu proprio, donnée par le pape Paul VI en 1967, le 18 juin, au jour de la fête de Saint Éphrem le Syriaque, diacre.

## Plan de la lettre
La lettre apostolique contient des divisions qui ne sont pas libellées mais peuvent l'être de la manière qui suit :
1. Préambule
2. Rôle des évêques
3. Les jeunes diacres
4. Les diacres plus âgés
5. Entretien des diacres
6. Rôle des diacres
7. Vie spirituelle des diacres
8. Le cas des diacres religieux
9. Rite d'ordination
10. Exhortation